# Brain (Côte-d’Or)
Brain település Franciaországban, Côte-d’Or megyében. Lakosainak száma 35 fő (2022. január 1.). Brain La Roche-Vanneau, Arnay-sous-Vitteaux, Villeferry és Marigny-le-Cahouët községekkel határos.

## Népesség
A település népességének változása:
| Lakosok száma | 42   | 40   | 35   | 24   | 32   | 34   | 35   | 34   | 34   | 35   |
|               | 1968 | 1982 | 1990 | 2006 | 2013 | 2015 | 2017 | 2019 | 2020 | 2022 |